# Pilcomayo Nemzeti Park
A Pilcomayo Nemzeti Park (spanyolul: Parque Nacional Río Pilcomayo) Argentína egyik természetvédelmi területe. Területe sík, mozaikosan vizes-mocsaras élőhelyek helyezkednek el benne. A parkot 1992 a Ramsari egyezmény is védi.

## Földrajz
A nemzeti park Argentína északi részén, a paraguayi határ közelében, a Pilcomayo folyó alsó folyásának térségében terül el, közigazgatásilag Formosa tartomány Pilcomayo megyéjéhez tartozik. Amikor 1951-ben a 14 073-as számú törvénnyel megalapították, még 285 000  hektáros volt, de 1968-ban lecsökkentették mai 51 889 hektáros területére. Laguna Naineck településről a 86-os úton északnyugat felé két kilométerre található az a kelet felé induló elágazás, amely a Laguna Blanca-i pihenőterület bejáratához vezet, de a 86-oson továbbhaladva újabb mintegy 10 km-t egy másik bejárathoz is el lehet jutni: ez az Estero Poí nevű részhez vezet, ahova azonban 6 km-t földúton kell megtenni, ami nagyobb esőzések után akár 3 napig is járhatatlan.
Az éghajlat nedves szubtrópusi, de van száraz évszak is. Az évi 1200 mm-nyi csapadék nagyobb része november és március között hull. Az átlaghőmérséklet 23 °C, de a hőingás nagy: nyáron 40 fok fölé, télen pedig fagypont alá is csökkenhet a hőmérséklet.

## Élővilág
A terület egyes részei szinte mindig vízben állnak, itt a vízen lebegő és a mocsári növények a jellemzőek, például a Thalia geniculata nevű nyílgyökérféle (huajó) és a közönséges vízijácint. Amelyik részek csak időszakosan mocsarasodnak el, ott a Trithrinax nemzetség pálmaféléivel tarkított rétek fordulnak elő, a szigetszerű kiemelkedőbb részeken, amelyek talaja szárazabb, kisebb erdőfoltok találhatók, és ugyancsak előfordulnak galériaerdők a folyópart térségében.
Állatvilága igen gazdag: 85 emlős-, 324 madár-, 42 hüllő-, több mint 30 kétéltű- és több mint 40 halfaj fordul elő benne. Jellegzetes állatok például a yacare kajmánok, a sárga anakondák, a bőgőmajmok, a halászdenevér-félék, a vízidisznók, a rákevő mosómedvék, az ormányos medvék, a tapírok, a pumák, a rákászrókák, a hosszúfarkú vidrák, az ocelotok, a sörényes farkasok és a hangyászok.

## Képek

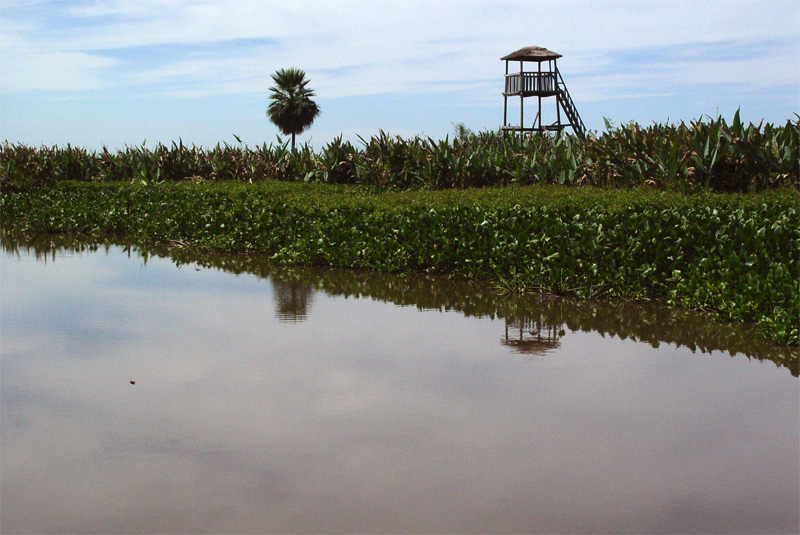
Vízparti megfigyelőtorony
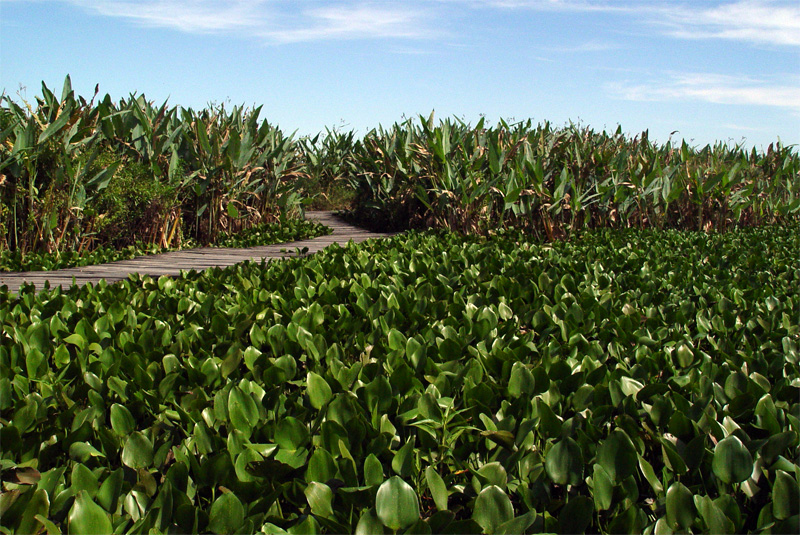
Burjánzó vízinövények
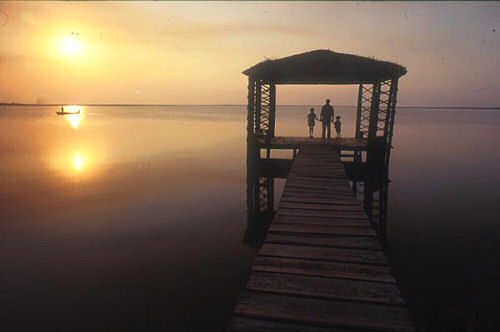
Megfigyelőkunyhó a Laguna Blancán
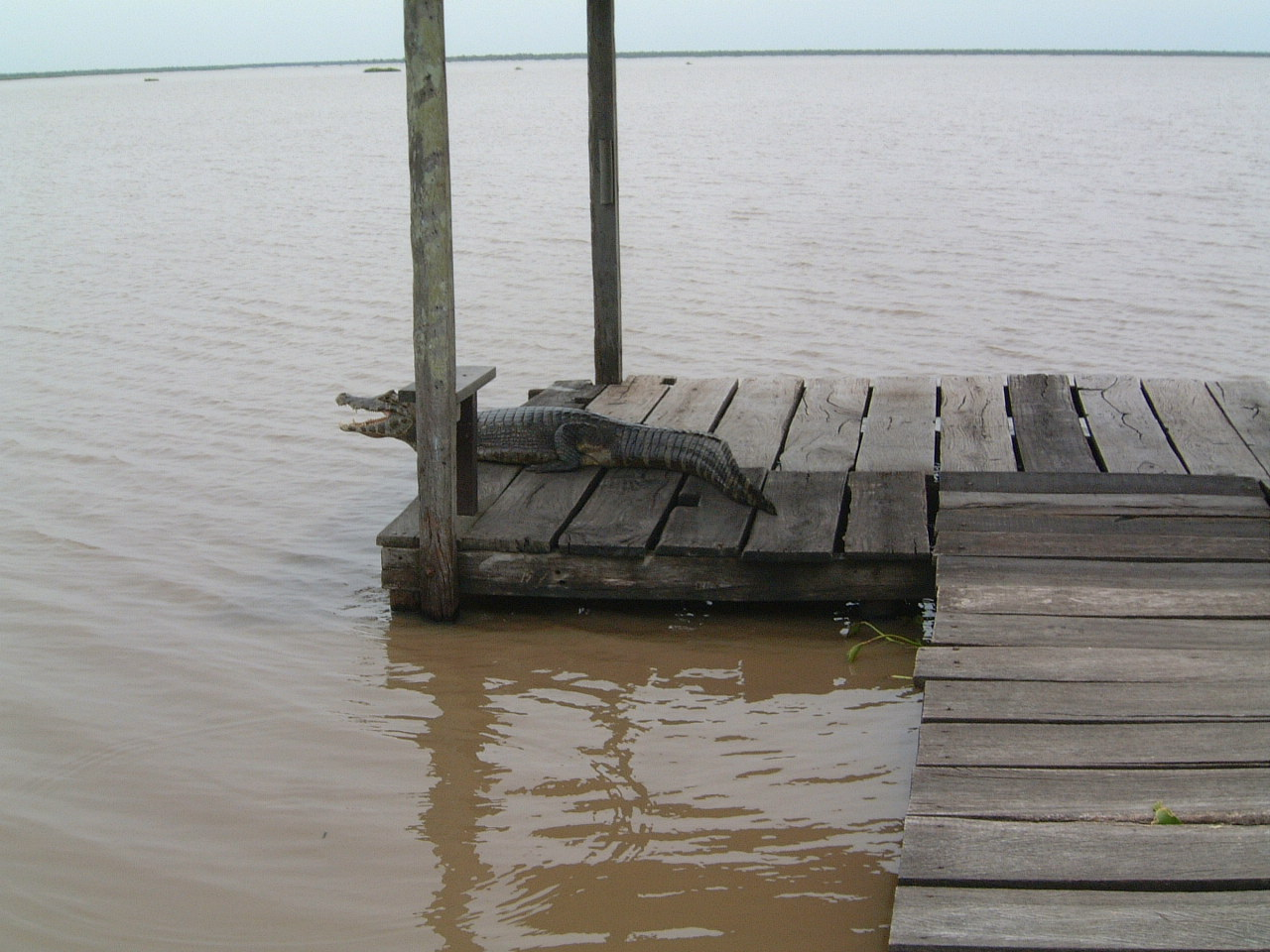
Yacare kajmán